# Витино (Крым)
Ви́тино (до 1948 года Аирча́; укр.  Вітине, крымскотат. Ayırça, Айырча) — село в Сакском районе Крыма (согласно административно-территориальному делению Украины входит в состав Молочненского сельского совета Автономной Республики Крым, согласно административно-территориальному делению РФ — в Молочненское сельское поселение Республики Крым).
В селе расположена одна из площадок Центра дальней космической связи, входящей в состав Главного испытательного космического центра имени Г. С. Титова Воздушно-космических сил.

## Современное состояние

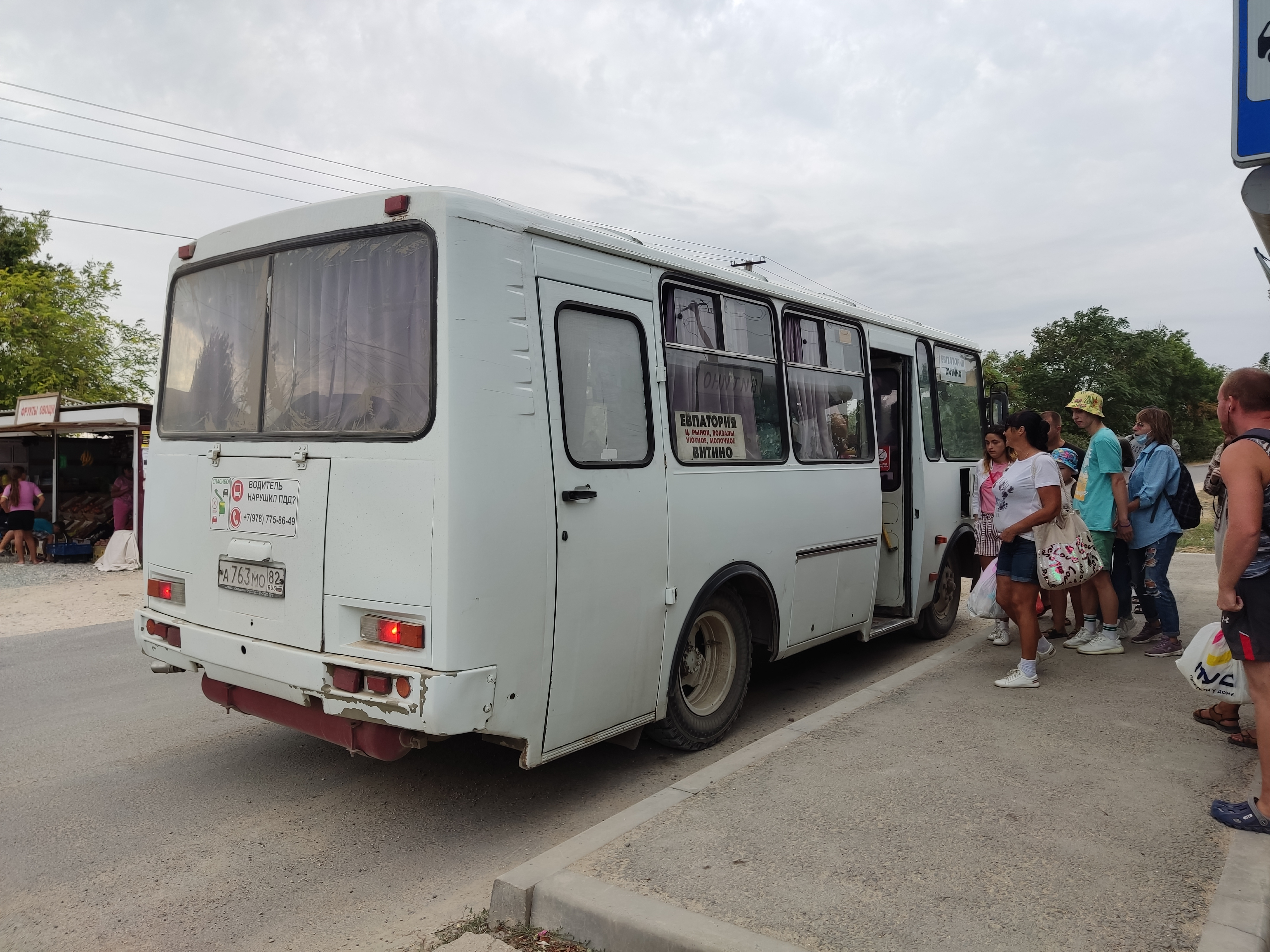
Автобус

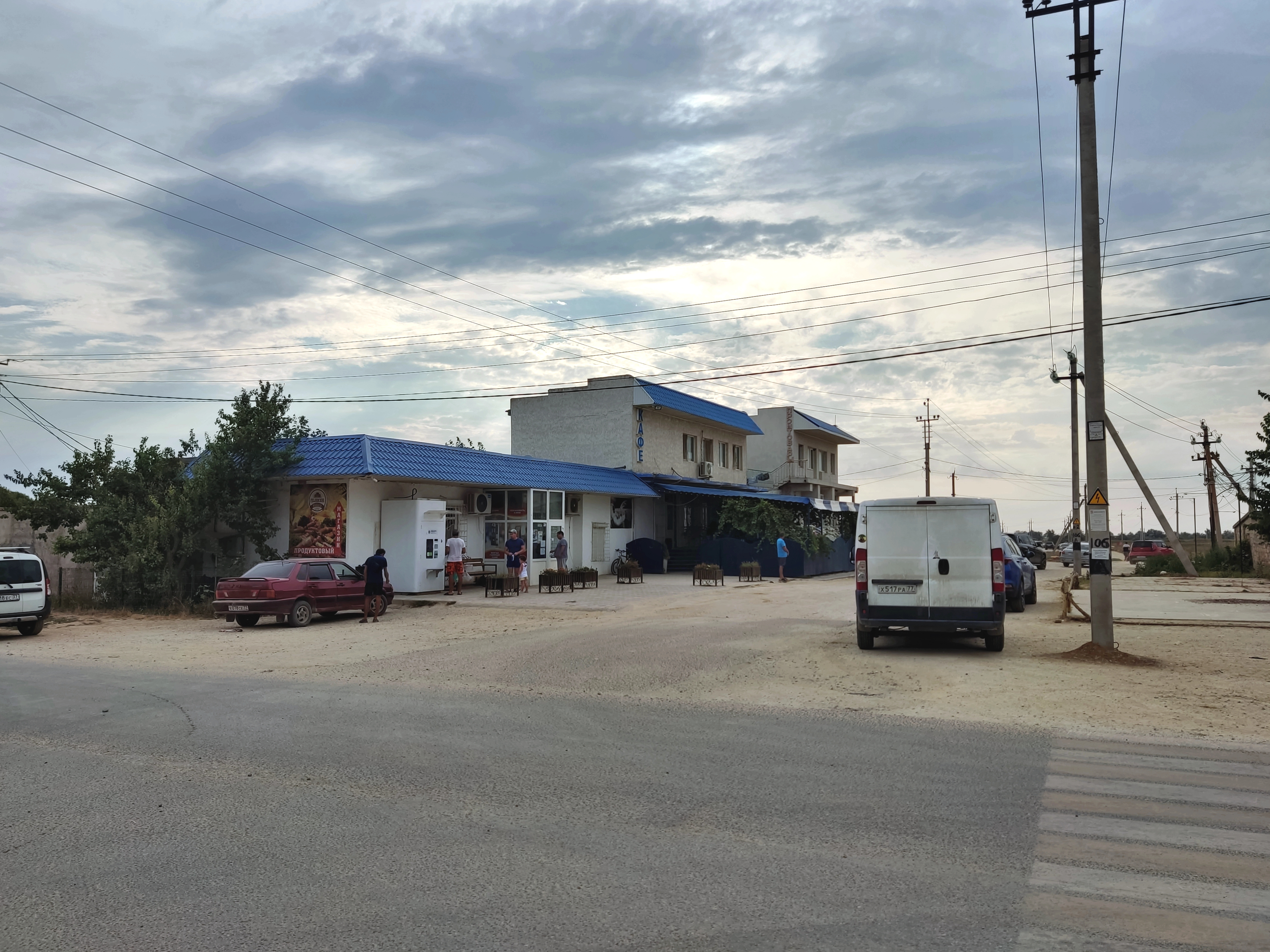
Центральная часть села

На 2016 год в Витино 5 улиц, площадь, занимаемая селом, по данным сельсовета на 2009 год, 127,9 гектара, на которой в 157 дворах, числилось 290 жителей, работают библиотека, фельдшерско-акушерский пункт, имеется приход храма священномученика Матфея. Село связано автобусным сообщением с Евпаторией и соседними населёнными пунктами. Транспортное сообщение осуществляется по региональной автодороге 35Н-452 Витино — Молочное, протяжённостью 8,5 км (по украинской классификации С-0-11204).

## География
Витино — село на западе района, в степном Крыму, на берегу Чёрного моря, высота над уровнем моря — 2 м. Вблизи села находится солёное озеро Аирчинское. Ближайшее село — Молочное в 5,5 км на восток, расстояние до райцентра — около 43 километров, ближайшая железнодорожная станция Евпатория в 16 км.

## История
Первое документальное упоминание села встречается в Камеральном Описании Крыма… 1784 года, судя по которому, в последний период Крымского ханства Аберче входил в Козловский кадылык Козловского каймаканства. После присоединения Крыма к России (8) 19 апреля 1783 года, (8) 19 февраля 1784 года, именным указом Екатерины II сенату, на территории бывшего Крымского Ханства была образована Таврическая область и деревня была приписана к Евпаторийскому уезду. С началом Русско-турецкой войной 1787—1791 годов, в феврале 1788 года производилось выселение крымских татар из прибрежных селений во внутренние районы полуострова, в том числе и из Аирчи. В конце войны, 14 августа 1791 года всем было разрешено вернуться на место прежнего жительства. После Павловских реформ, с 1796 по 1802 год, входила в Акмечетский уезд Новороссийской губернии. По новому административному делению, после создания 8 (20) октября 1802 года Таврической губернии, Аирча был включён в состав Кудайгульской волости Евпаторийского уезда.
По Ведомости о волостях и селениях, в Евпаторийском уезде с показанием числа дворов и душ… от 19 апреля 1806 года в деревне Аирча числилось 13 дворов, 89 крымских татар, 13 цыган и 5 ясыров. На военно-топографической карте генерал-майора Мухина 1817 года деревня Оирча обозначена без указания числа дворов. После реформы волостного деления 1829 года Аирча, согласно «Ведомости о казённых волостях Таврической губернии 1829 года», осталась в составе Кудайгульской волости. На карте 1836 года в деревне 10 дворов. Видимо, вследствие эмиграции крымских татар в Турцию, деревня заметно опустела и на карте 1842 года Аирча обозначена условным знаком «малая деревня», то есть, менее 5 дворов.
В 1860-х годах, после земской реформы Александра II, деревню приписали к Чотайской волости.
В «Списке населённых мест Таврической губернии по сведениям 1864 года», составленном по результатам VIII ревизии 1864 года, Аирча — владельческая татарская деревня, с 6 дворами, 23 жителями и мечетью при колодцах. По обследованиям профессора А. Н. Козловского 1867 года, вода в колодцах деревни была пресная, а их глубина достигала 30—40 саженей (64—85 м). На трёхвёрстовой карте Шуберта 1865—1876 года в деревне обозначено 10 дворов). В «Памятной книге Таврической губернии 1889 года», по результатам Х ревизии 1887 года, в деревне Аирчи числилось 18 дворов и 81 житель. Согласно «…Памятной книжке Таврической губернии на 1892 год», в деревне Аирча, входившей в Аджи-Тарханский участок, был 91 житель в 12 домохозяйствах.
Земская реформа 1890-х годов в Евпаторийском уезде прошла после 1892 года, в результате Аирчу приписали к Донузлавской волости.
По «…Памятной книжке Таврической губернии на 1900 год» в деревне числилось 54 жителя в 11 дворах. По Статистическому справочнику Таврической губернии. Ч.II-я. Статистический очерк, выпуск пятый Евпаторийский уезд, 1915 год, в селе Аирча Донузлавской волости Евпаторийского уезда числилось 23 двора с татарским населением (все дворы с землёй) в количестве 123 человек приписного населения, из которых 63 мужчины и 60 женщин. Жители владели 237 десятинами удобной земли. В хозяйствах имелось 62 лошади, 10 волов, 21 корова и 14 голов мелкого скота.
После установления в Крыму Советской власти, по постановлению Крымревкома от 8 января 1921 года № 206 «Об изменении административных границ» была упразднена волостная система и село вошло в состав Евпаторийского района Евпаторийского уезда, а в 1922 году уезды получили название округов. 11 октября 1923 года, согласно постановлению ВЦИК, в административное деление Крымской АССР были внесены изменения, в результате которых округа были отменены и произошло укрупнение районов — территорию округа включили в Евпаторийский район. Согласно Списку населённых пунктов Крымской АССР по Всесоюзной переписи 17 декабря 1926 года, в селе Аирча, Болек-Аджинского сельсовета Евпаторийского района, числилось 32 двора, из них 28 крестьянских, население составляло 155 человек, из них 105 татар, 46 русских, 4 записаны в графе «прочие», действовала татарская школа. По данным всесоюзная перепись населения 1939 года, в селе проживало 235 человек.

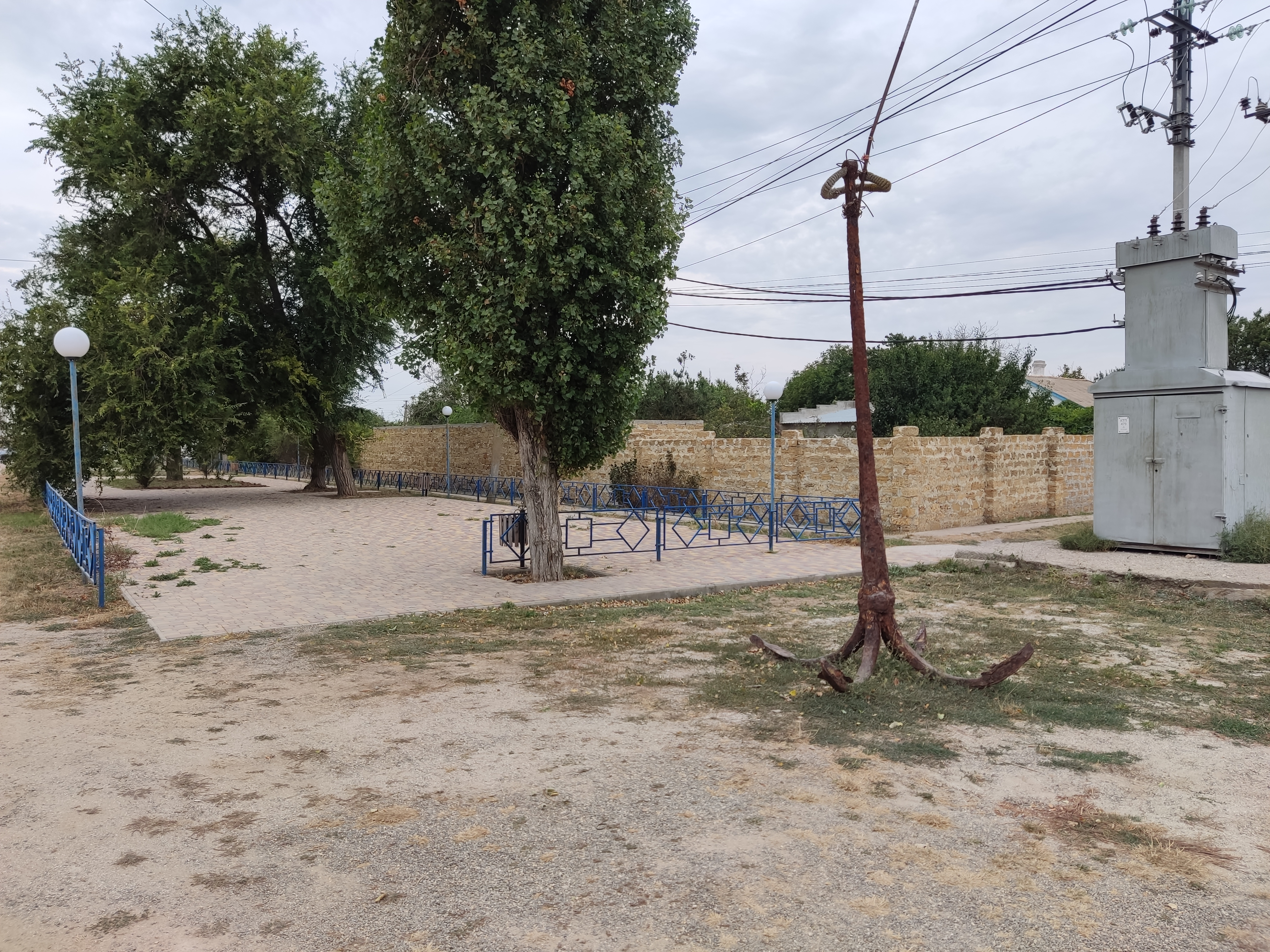
Сквер

В 1944 году, после освобождения Крыма от фашистов, согласно Постановлению ГКО № 5859 от 11 мая 1944 года, 18 мая крымские татары были депортированы в Среднюю Азию. 12 августа 1944 года было принято постановление № ГОКО-6372с «О переселении колхозников в районы Крыма» и в сентябре 1944 года в район приехали первые новосёлы (150 семей) из Киевской и Каменец-Подольской областей, а в начале 1950-х годов последовала вторая волна переселенцев из различных областей Украины. С 25 июня 1946 года Аирча в составе Крымской области РСФСР.
Указом Президиума Верховного Совета РСФСР от 18 мая 1948 года, Аирчу переименовали в Витино. 26 апреля 1954 года Крымская область была передана из состава РСФСР в состав УССР. Время включения в состав Молочненского сельсовета пока не установлено: на 15 июня 1960 года село уже числилось в его составе. 1 января 1965 года, указом Президиума ВС УССР «О внесении изменений в административное районирование УССР — по Крымской области», Евпаторийский район был упразднён и село включили в состав Сакского (по другим данным — 11 февраля 1963 года). По данным переписи 1989 года, в селе проживало 750 человек. С 12 февраля 1991 года село в восстановленной Крымской АССР, 26 февраля 1992 года переименованной в Автономную Республику Крым. С 21 марта 2014 года в составе Крыма аннексировано Россией.

## Население
| 2001 | 2014 |
| ---- | ---- |
| 1033 | ↘627 |

Всеукраинская перепись 2001 года показала следующее распределение по носителям языка
| Язык             | Процент |
| ---------------- | ------- |
| русский          | 75.51   |
| украинский       | 20.72   |
| крымскотатарский | 3.1     |
| другие           | 0.39    |

### Динамика численности
| - 1806 год — 107 чел. - 1864 год — 23 чел. - 1889 год — 81 чел. - 1892 год — 91 чел. - 1900 год — 54 чел. - 1915 год — 123/0 чел. | - 1926 год — 155 чел. - 1939 год — 235 чел. - 1989 год — 750 чел. - 2001 год — 1033 чел. - 2009 год — 290 чел. - 2014 год — 627 чел. |